# Time (The Revelator)
Time (The Revelator) — третий студийный альбом американской кантри-исполнительницы Гиллиан Уэлч, изданный 31 июля 2001 года на лейбле Acony Records. Продюсировал альбом Дэвид Ролингз. Все песни были написаны Уэлч совместно с Дэвидом Ролингзом и записаны в RCA Studio B (Нашвилл, Теннесси), за исключением «I Want to Sing That Rock and Roll», которая была записана вживую в Ryman Auditorium в рамках сессий для фильма-концерта «Down from the Mountain».

## Запись
Уэлч сказал о записи Revelator: «Это был микрофонный тест — версия для зщаписи». Дэйв просто сказал: «Сыграйте Revelator, и все было в порядке, давайте попробуем, и мы использовали микрофонный тест». Роулингз добавил: «Мы сыграли ее один раз, и это было здорово, потому что мы не играли ее уже несколько месяцев. Мы получили то самое ощущение первого дубля».
По словам Роулингза, «I Dream a Highway» никогда не игралась до записи. «Поэтому мы сыграли ее дважды, и я смонтировал обе версии вместе. Но я хотел этого, потому что знал, что это минорная песня, в которой есть … С гармониями и игрой на гитаре многое могло произойти иначе, чем если бы мы исполняли ее много раз, так что мы могли бы просто проехать через гораздо большее ее количество, чем если бы мы знали, где мы должны были начать и где закончить».

## Отзывы
| Совокупная оценка             | Совокупная оценка           |
| Источник                      | Оценка                      |
| ----------------------------- | --------------------------- |
| Metacritic                    | 86/100                      |
| Оценки критиков               |                             |
| Источник                      | Оценка                      |
| AllMusic                      | [ 4 ]                       |
| Chicago Sun-Times             | [ 5 ]                       |
| Entertainment Weekly          | A−                          |
| The Guardian                  | [ 7 ]                       |
| Los Angeles Times             | [ 8 ]                       |
| Pitchfork                     | 8.1/10 (2002) 9.6/10 (2023) |
| Q                             | [ 11 ]                      |
| Rolling Stone                 | [ 12 ]                      |
| The Rolling Stone Album Guide | [ 13 ]                      |
| Spin                          | 5/10                        |

Уэлч и Роулингс получили большое признание за свою работу над Time. Альбом получил множество номинаций на награды и был включён критиками в списки «лучших альбомов года». Впоследствии он был включён в ряд списков «лучших альбомов всех времён».
В 2009 году альбом занял 7 место в списке «50 лучших альбомов десятилетия» по версии Paste. Он также был включён в книгу «1001 альбом, который вы должны услышать, прежде чем умрёте». Альбом занял 64 место в списке 100 величайших альбомов десятилетия по версии журнала Rolling Stone, а в 2020 году альбом занял 348 место в обновлённом списке 500 величайших альбомов всех времён.

### Награды и номинации
Хотя Уэлч и Роулингс не победили ни в одной из номинаций, дуэт получил четыре номинации на первой ежегодной премии Американской музыкальной ассоциации Americana Music Association в 2002 году. Альбом Time (The Revelator) был номинирован на звание альбома года, а песня «I Want to Sing That Rock and Roll» — на звание песни года (призы достались альбому Buddy & Julie Miller Бадди и Джули Миллер и песне «She’s Looking at Me» Джима Лаудердейла, Ральфа Стэнли и Clinch Mountain Boys). Уэлч и Роулингс вместе были номинированы на звание «Артист года», а Роулингс — на звание «Инструменталист года» (его получили Джим Лодердейл и Джерри Дуглас соответственно).
Альбом также был номинирован на премию «Грэмми» 2002 года в категории «Лучший современный фолк-альбом», но уступил альбому Боба Дилана Love and Theft.

### Итоговые списки лучших альбомов года
В январе 2025 года альбом включён в список лучших альбомов первой четверти XXI века (номер 114 в списке The 250 Greatest Albums of the 21st Century So Far).
| Публикация                   | Список                                              | Ранг |
| ---------------------------- | --------------------------------------------------- | ---- |
| Addicted to Noise (США)      | 2002: Fifth Annual International Music Writers Poll | 10   |
| Amazon.com (США)             | Top 100 Editors' Picks: Music                       | 57   |
| Barnes & Noble.com (США)     | Albums of the Year                                  | 52   |
| BigO (Сингапур)              | Albums of the Year                                  | 12   |
| E! Online (США)              | Top 25 CDs                                          | *    |
| Heaven (Нидерланды)          | Albums of the Year                                  | 3    |
| Les Inrockuptibles (Франция) | Albums of the Year                                  | 15   |
| Mojo (UK)                    | Albums of the Year                                  | 4    |
| The New Yorker (США)         | Twelve Favorites from our 2001 CD Rotation          | *    |
| OOR (Netherlands)            | Albums of the Year                                  | 25   |
| Rock's Back Pages            | Best of the Year: RBP’s Albums of 2001              | 10   |
| Uncut (UK)                   | Albums of the Year                                  | 33   |
| Village Voice (США)          | Annual Pazz & Jop Critic’s Poll                     | 14   |
| Washington City Paper (США)  | The CP Top 20 of 2001                               | 33   |
| WFUV, New York City (США)    | Best of 2001 FUV staff Picks                        | *    |
| WUMB, Boston (США)           | Top Ten 2001                                        | 3    |

## Список композиций
Авторы всех треков Gillian Welch и David Rawlings
1. «Revelator» — 6:22
2. «My First Lover» — 3:47
3. «Dear Someone» — 3:14
4. «Red Clay Halo» — 3:14
5. «April the 14th Part 1» — 5:10
6. «I Want to Sing That Rock and Roll» — 2:51
7. «Elvis Presley Blues» — 4:53
8. «Ruination Day Part 2» — 2:36
9. «Everything Is Free» — 4:48
10. «I Dream a Highway» — 14:39

## Чарты
| Чарт (2001)                        | Высшая позиция |
| ---------------------------------- | -------------- |
| США, Billboard 200                 | 157            |
| США, Billboard Heatseekers         | 5              |
| США, Billboard Independent Albums  | 7              |
| США, Billboard Top Internet Albums | 4              |